# Chrysler New Yorker (1988–1993)
Der Chrysler New Yorker der Modelljahre 1988 bis 1993 ist eine viertürige Stufenhecklimousine, die der US-amerikanische Automobilhersteller Chrysler unter eigener Marke vor allem in Nordamerika verkaufte. Er basiert auf der neu entwickelten C-Plattform mit Frontantrieb und gehört damit zur Familie der Chrysler-K-Cars. Besondere Ausstattungsvarianten dieses Autos wurden zeitweise als  New Yorker Salon und New Yorker Landau verkauft, wobei die Modellbezeichnungen wechselten und teilweise auch widersprüchlich verwendet wurden. Bei der Schwestermarke Dodge stand außerdem ein weitgehend baugleiches Fahrzeug als Einsteigermodell unter der Bezeichnung Dynasty im Programm; verlängerte, luxuriös ausgestattete Versionen wurden zudem als Chrysler New Yorker Fifth Avenue und Imperial verkauft.

## Entstehungsgeschichte
Chrysler nutzte die Bezeichnung New Yorker  seit 1938 für hochwertig ausgestattete Personenwagen der Kernmarke. Meist – allerdings nicht durchgängig – waren die New Yorker die größten und teuersten Modelle des Chrysler-Konzerns. Bis 1983 hatten alle New-Yorker-Baureihen Hinterradantrieb. Die letzte hinterradgetriebene Generation war von der Mittelklasse-Plattform M-Body abgeleitet, die in den 1970er-Jahren auf den Markt gekommen war.
Zu Beginn der 1980er-Jahre stellte Chrysler seine gesamte Modellpalette nach und nach auf vergleichsweise kompakte Frontantriebsfahrzeuge um, die zur sogenannten K-Car-Familie gehörten. Den Anfang machten die Konzernmarken Dodge und Plymouth; zum Modelljahr 1982 zog auch Chrysler mit dem Volumenmodell LeBaron nach. Im höherpreisigen Bereich folgte 1983 eine auf der E-Plattform basierende neue New-Yorker-Generation, die im Grunde ein verlängerter LeBaron war. Der bisherige große New Yorker mit Hinterradantrieb blieb parallel dazu bis 1989 im Programm, trug ab 1983 aber die Bezeichnung Fifth Avenue.

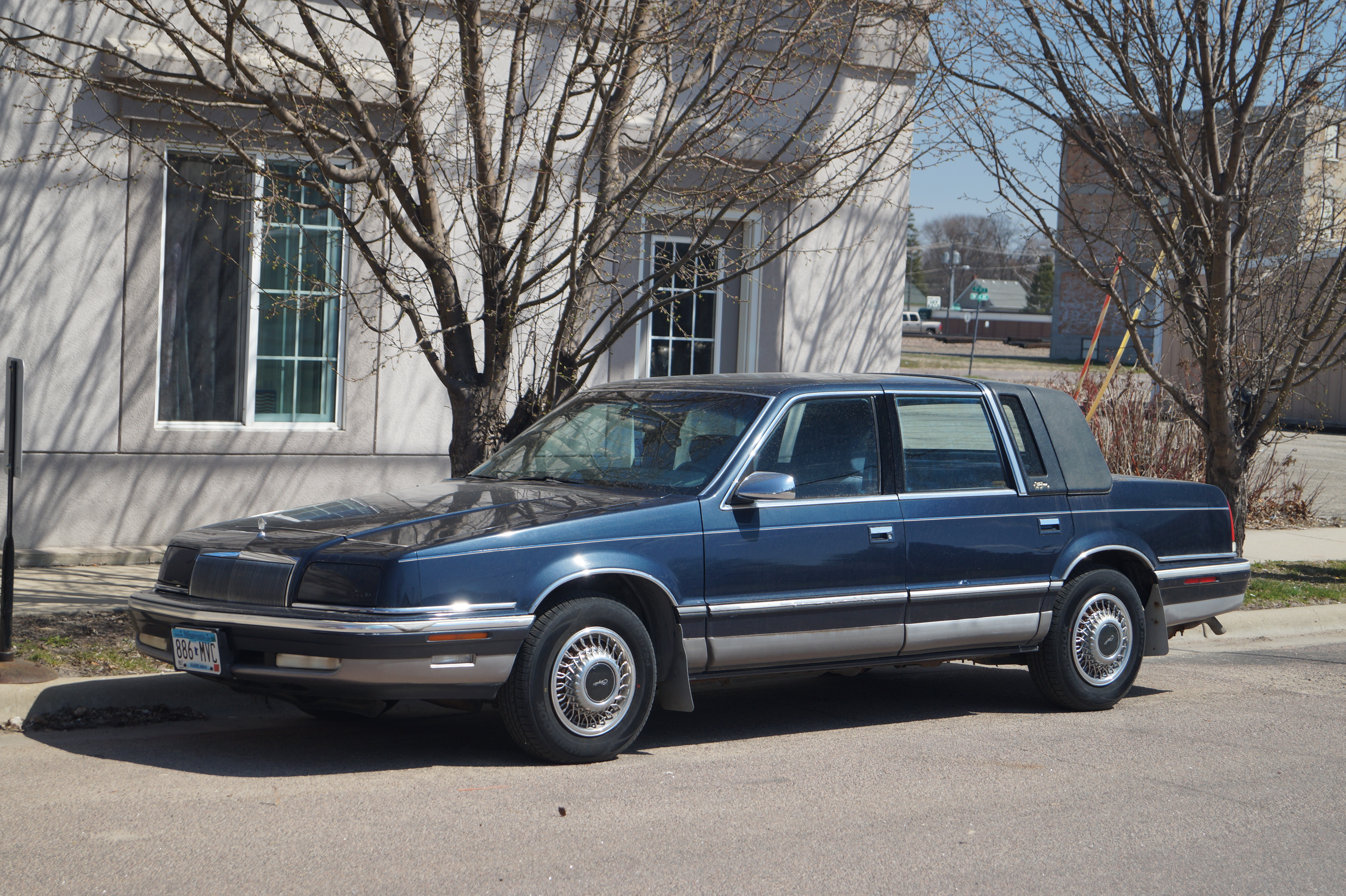
Verlängerte Version: New Yorker Fifth Avenue

1987 lief die erste New-Yorker-Generation mit Frontantrieb (E-Plattform) aus. Zum Modelljahr 1988 brachte Chrysler den Nachfolger auf den Markt, der größer als sein Vorgänger war und auch von größeren, stärkeren Motoren angetrieben wurde. Technische Basis war die C-Plattform (C-Body), die Chrysler für diese Baureihe neu konstruiert hatte. Sie ist im Wesentlichen eine längere und breitere Version der K-Plattform, deren grundlegende Elemente übernommen wurden. Die C-Body-Version des New Yorker blieb bis 1993 im Programm. Abgesehen von einem Facelift zum Modelljahr 1992 gab es keine wesentlichen äußeren oder technischen Änderungen. Chrysler entwickelte auf ihrer Grundlage eine Reihe von Varianten mit wechselnden, teilweise verwirrenden Bezeichnungen, von denen einige nur kurzlebig waren. Zu dieser Modellfamilie gehören außerdem der New Yorker Fifth Avenue sowie der Imperial, die jeweils einen längeren Radstand und eine deutlich höherwertige Ausstattung hatten. Ein technisch baugleiches, stilistisch aber leicht abgewandeltes Schwestermodell war der Dodge Dynasty. Anders als sonst üblich, gab es bei der Konzernmarke Plymouth kein Parallelmodell.
Einer Quelle zufolge waren das Design dieser New-Yorker-Generation und ihre Technik unmittelbar von Lee Iacocca vorgegeben, dem langjährigen Präsidenten und CEO von Chrysler, der hier „sein persönliches Auto“ verwirklicht habe.

## Modellbeschreibung

### Karosserie

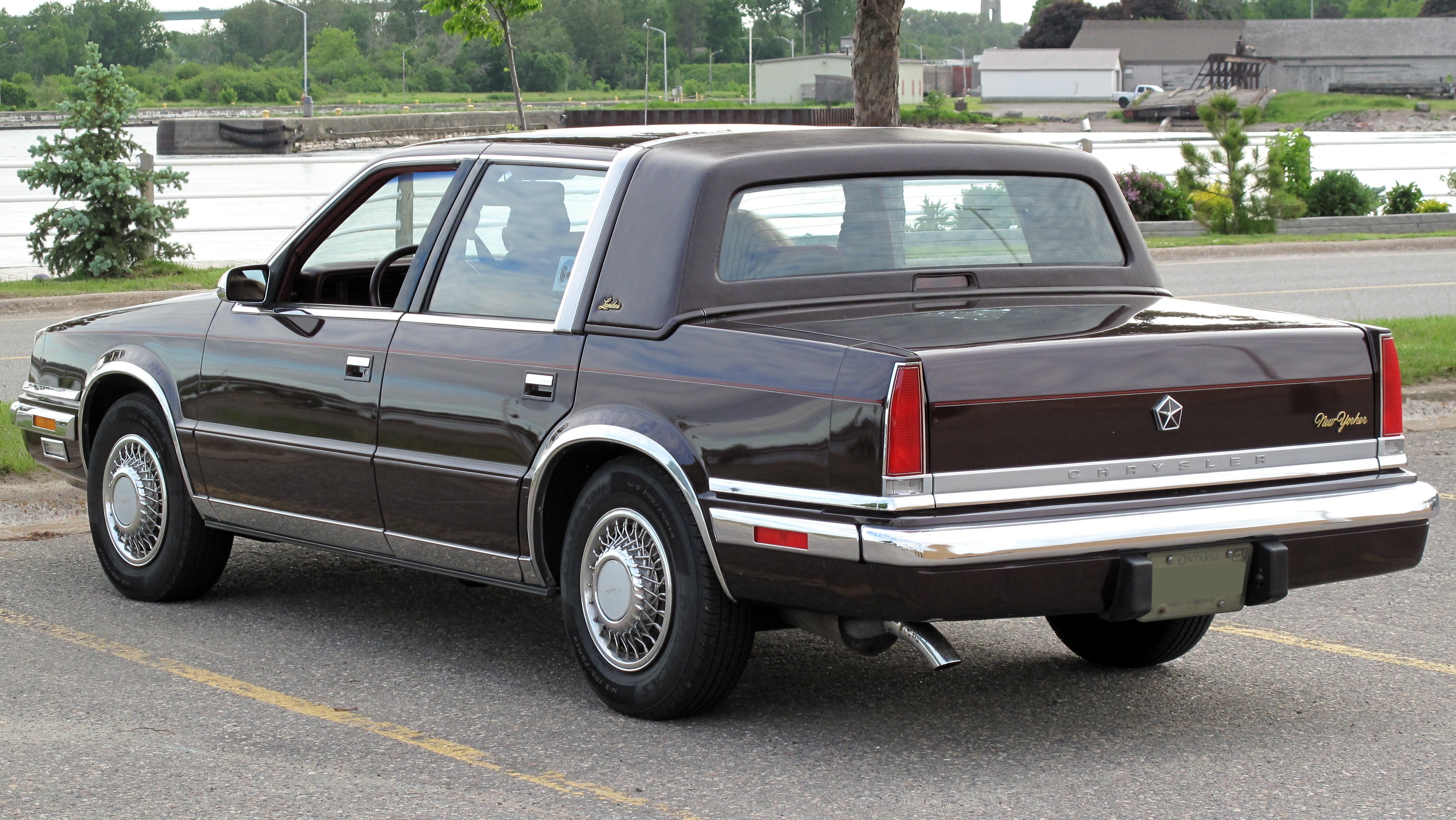
Heckpartie im Cadillac-Eldorado-Stil (Modelljahre 1988 bis 1990)

Alle C-Body-Varianten haben im Wesentlichen die gleiche Karosserie. Sie unterscheiden sich fast nur durch unterschiedliche Gestaltungen der Frontmaske und der hinteren Dachpartie.
Der Chrysler New Yorker ist eine viertürige Stufenhecklimousine mit betont kantiger Form, die bereits während der Produktionszeit als „erzkonservativ“ oder „anachronistisch“ beschrieben wurde.
Auffälliges Merkmal ist die nahezu senkrecht stehende C-Säule, deren Gestaltung sich an den 1985 eingeführten großen C-Body-Modellen von General Motors (Buick Electra, Cadillac DeVille und Fleetwood sowie Oldsmobile 98) orientiert. Die hinteren Seitenfenster sind einteilig und voll versenkbar. Vorn haben die Wagen Doppelscheinwerfer, die sich (mit Ausnahme des New Yorker Salon aus dem Modelljahr 1990) hinter einer in Wagenfarbe lackierten, elektrisch herunterklappbaren Abdeckung befinden. In die Mitte der Frontmaske ist ein verchromter rechteckiger Kühlergrill mit senkrechten Streben eingefügt. Die Heckpartie des New Yorker, des New Yorker Landau und des New Yorker Salon (mit Ausnahme des Salon von 1990) hat schmale, senkrecht angeordnete Rückleuchten. Diese Gestaltung imitiert das Heck des Cadillac Eldorado in der ab 1986 verkauften Form.

### Motorisierung und Kraftübertragung
Der New Yorker der Modelljahre 1988 bis 1993 erhielt größere Motoren als seine unmittelbaren Vorgänger. Im Gegensatz zur vorangegangenen Generation (und im Gegensatz zum aktuellen Dodge Dynasty) gab es im neuen New Yorker keine Vierzylindermotoren mehr. Er war ausschließlich mit Sechszylinder-V-Motoren erhältlich. Zur Wahl standen
- ein 3,0 Liter (3000,5 cm³, 183 cui) großer V6-Motor von Mitsubishi (Baureihe 6G72) mit 101 kW (138 PS), der nur in den Modelljahren 1988 und 1989 bestellt werden konnte, und
- von 1988 bis 1993 ein 3,3 Liter (3301 cm³, 201,4 cui) großer V6-Motor von Chrysler (Baureihe EGAV6) mit 112 kW (152 PS).

Die Motoren sind vorn quer eingebaut. In allen Varianten werden die Vorderräder angetrieben. Anfänglich war der kleinere Mitsubishi-Motor mit einer Dreigangautomatik gekoppelt, während Chryslers Sechszylindermotor eine Viergangautomatik hatte. 1989 war letztere auch für den Mitsubshi-Motor erhältlich.

### Fahrwerk
Das Fahrwerk wurde ohne wesentliche Veränderungen vom Vorgänger übernommen und entspricht damit dem gängigen Muster aller K-Cars von Chrysler: Vorn sind die Räder einzeln aufgehängt, hinten haben die Autos eine Torsionskurbelachse.

### Facelift 1992
Zum Modelljahr 1992 wurde die New-Yorker-Familie in Details überarbeitet. Neben einer Verlängerung des Radstandes um 5 mm erhielt sie ein Facelift, das vor allem die Form der Front- und der Heckpartie betraf. Ziel war es, die teilweise als „martialisch“ empfundenen winkeligen Blechteile vorn und hinten weniger linear zu gestalten. Die beim ursprünglichen Entwurf nahezu senkrecht stehende Frontmaske ist bei den überarbeiteten Modellen angewinkelt, sodass der Eindruck einer Keilform entsteht. Die Ecken der Frontmaske sind abgerundet; Gleiches gilt für die Ecken der Scheinwerferabdeckung. Auch die Kühlermaske wurde neu gestaltet. An der hinteren Karosseriemaske änderte sich die Form der nach wie vor senkrecht stehenden schmalen Rückleuchten: Sie sind in dieser Version ebenfalls leicht abgerundet.

## Varianten

### New Yorker
Von 1988 bis 1993 wurde die Basisversion der Modellfamilie als Chrysler New Yorker (ohne weitere Zusatzbezeichnung) verkauft. Eine Ausnahme war das Modelljahr 1990: In diesem Jahr führte Chrysler den New Yorker Salon ein, der noch unterhalb des einfachen New Yorker positioniert war. Ab 1991 änderte sich die Zuordnung: Dann war der Salon eine Ausstattungsvariante oberhalb des einfachen New Yorker.

### New Yorker Landau

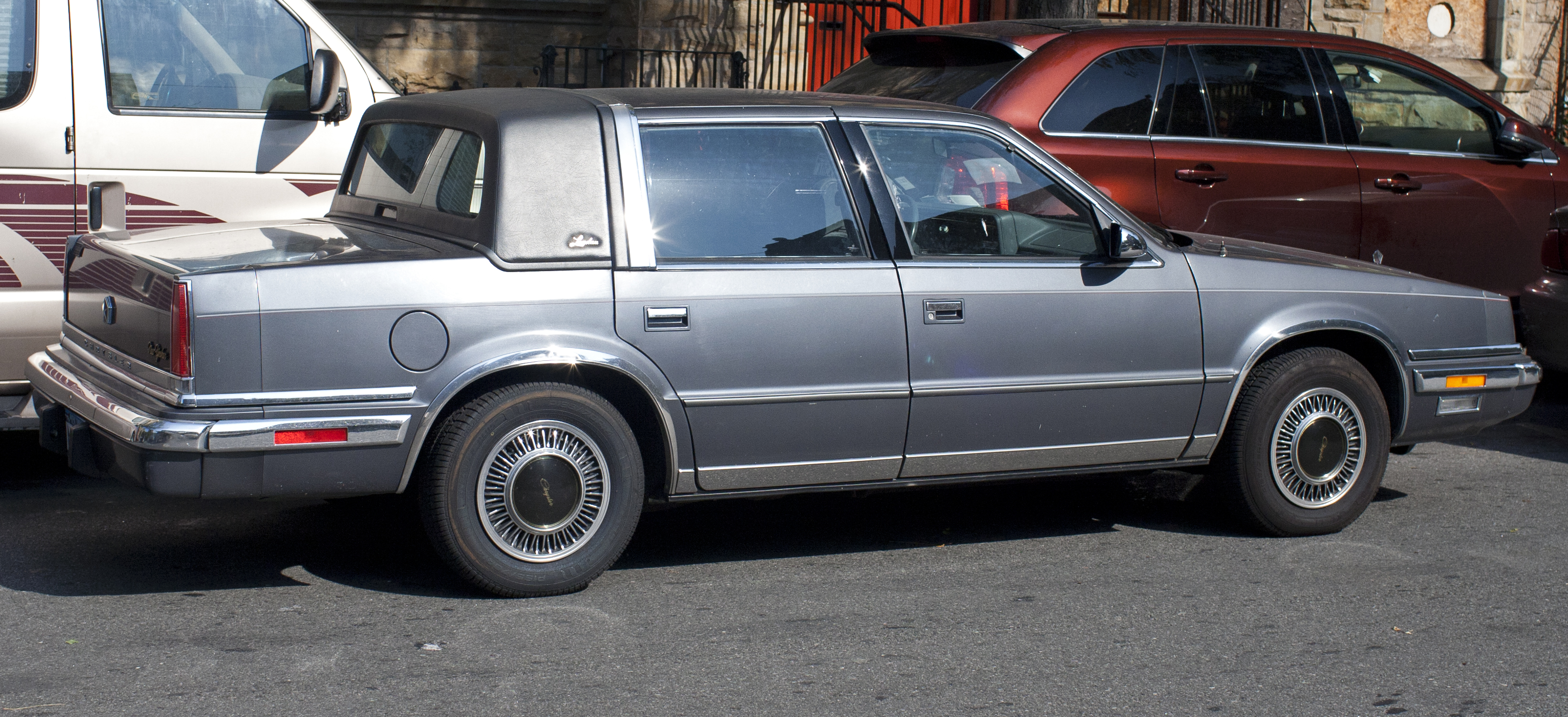
New Yorker Landau (1990)

Von 1988 bis 1990 hatte Chrysler den New Yorker Landau im Programm. Er war über der Basisversion des New Yorker positioniert und besser ausgestattet. Äußerlich unterscheidet sich der Landau vom einfachen New Yorker durch eine mit Vinyl bezogene C-Säule, die auch das Heckfenster einfasst und an die Karosseriebauform des Landauers erinnern soll. Das Vinyldach ist durch einen imitierten Überrollbügel aus Edelstahl vom vorderen, in Wagenfarbe lackierten Dachteil abgegrenzt.
Zum Modelljahr 1991 entfiel der New Yorker Landau. Stattdessen wurde der Salon aufgewertet; er erhielt die wesentlichen Ausstattungsmerkmale, die bis 1990 dem Landau vorbehalten waren.

### New Yorker Salon

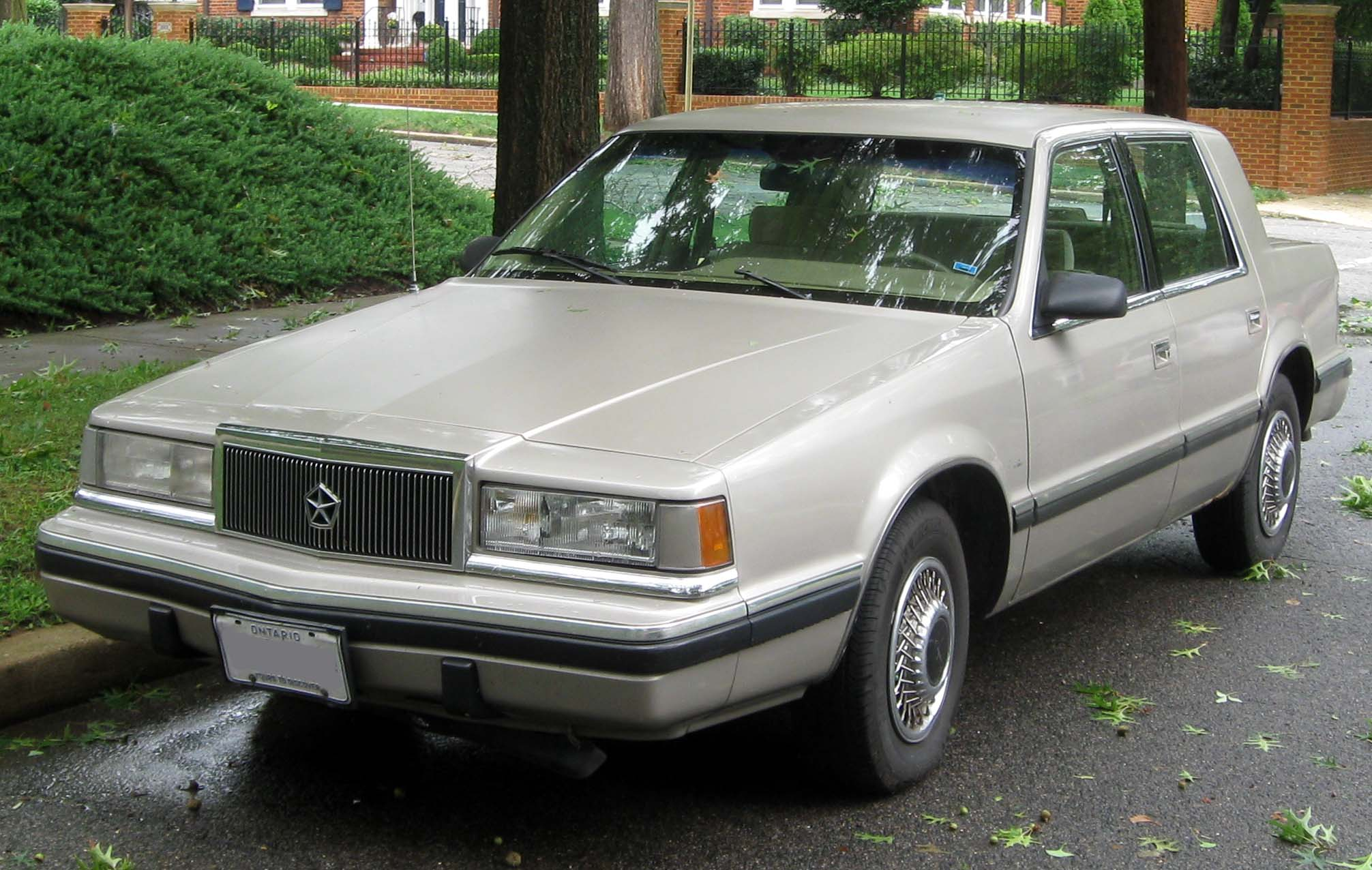
Baugleich mit dem New Yorker Saloon von 1990: Dodge Dynasty

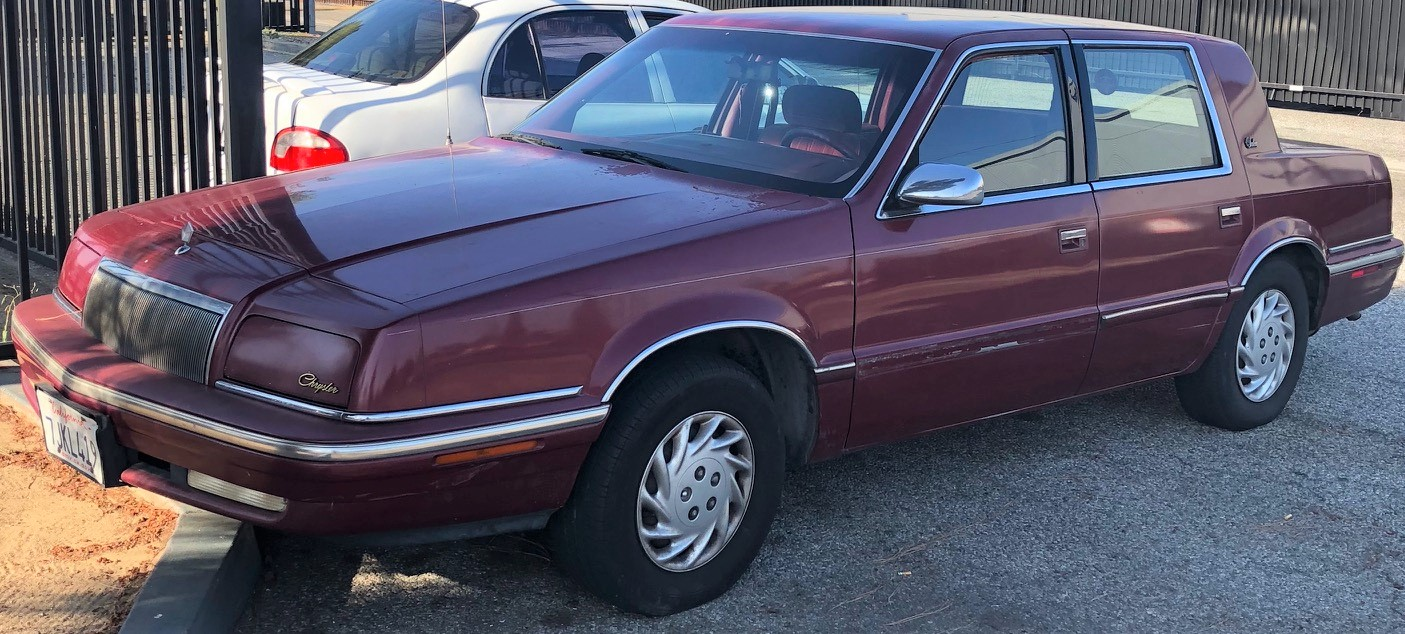
New Yorker Salon (Modelljahre 1992 und 1993)

1990 brachte Chrysler den New Yorker Salon auf den Markt, der bis 1993 im Programm blieb. In dieser Zeit hatte der Salon unterschiedliche Rollen innerhalb der New-Yorker-Familie:
- Im ersten Modelljahr war der New Yorker Salon das Einsteigermodell, das noch unterhalb des einfachen New Yorker positioniert war. Er war in diesem Jahr äußerlich weitestgehend identisch mit dem Dodge Dynasty. Er hatte also ebenso wie der Dodge keine verdeckten, sondern frei stehende Breitbandscheinwerfer, waagerechte Rückleuchten und eine Kühlermaske, die dem Dodge entsprach. Ein vinylbezogenes Dachteil gab es nicht.

- Zum Modelljahr 1991 übernahm der New Yorker Salon die Rolle des bisherigen New Yorker Landau, dessen Fertigung mit Ablauf des Jahres 1990 eingestellt worden war. Der Salon war damit nun oberhalb des einfachen New Yorker positioniert. Optisch entsprach er ab 1991 dem Basis-New-Yorker, hatte also verdeckte Frontscheinwerfer und senkrecht angeordnete Rückleuchten. Ein vinylbezogenes Dach war weiterhin nicht serienmäßig vorgesehen, konnte aber – anders als im Modelljahr 1990 – gegen Aufpreis bestellt werden. Im letzten Modelljahr erhielt der New Yorker Salon einige Ausstattungsdetails des größeren und teureren New Yorker Fifth Avenue.[2]

## Rezeption
In einem Vergleichstest mit den ähnlich großen Limousinen Buick Electra T-Type, Cadillac DeVille, Lincoln Continental und Oldsmobile Touring Sedan schnitt der Chrysler New Yorker Landau bereits in seinem Einführungsjahr schlecht ab. Styling und Ausstattung kämen aus einer längst vergangenen Zeit. Kritisiert wurde ferner das schlechte Fahrverhalten, das starke Untersteuern und die Nickbewegungen des Autos. Chrysler habe einen hohen Fahrkomfort durch zu starke Abstriche beim Handling erkauft. Zudem sei der Mitsubishi-Motor vergleichsweise leistungsschwach.

## Produktion
Die New Yorker der C-Body-Generation wurden in Chryslers Belvidere Assembly Plant in Belvidere, Illinois, gebaut. Von 1988 bis 1993 entstanden insgesamt 416.440 New Yorker, New Yorker Landau und New Yorker Salon. Hinzu kamen 521.934 Exemplare des Schwestermodells Dodge Dynasty.